# Équipe cycliste Miche

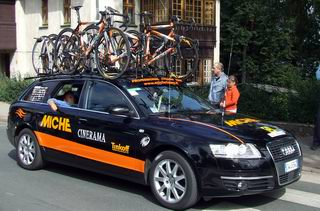
Voiture de l'équipe

L'équipe cycliste Miche-Guerciotti est une ancienne formation italienne de cyclisme professionnel sur route. En tant qu'équipe continentale, elle ne prend part qu'aux épreuves des circuits continentaux.

## Historique
L'équipe Miche est créée en 2003 sous licence bulgare. Elle est alors en troisième division (GS3) et dispose d'un effectif fourni (31 coureurs). En 2005, avec l'introduction du système ProTour, Miche devient une équipe continentale professionnelle. En 2006, elle prend une licence italienne. En 2007, elle devient une équipe continentale sous licence polonaise. En 2009, elle prend une licence saint-marinaise. Pour l'occasion elle engage six coureurs de Saint-Marin. En 2010, elle redevient italienne et elle engage le coureur danois Michael Rasmussen. En 2011, c'est le coureur Stefan Schumacher qui fait sa réapparition dans les pelotons sous le maillot de l'équipe, suivi de Davide Rebellin après deux années de suspension.
En 2012, l'équipe est suspendu par l'UCI du 31 mai au 31 décembre car son nombre de coureur est insuffisant.

## Classements UCI
L'équipe participe aux circuits continentaux et principalement à des épreuves de l'UCI Europe Tour. Les tableaux ci-dessous présentent les classements de l'équipe sur les différents circuits, ainsi que son meilleur coureur au classement individuel.
UCI Africa Tour
| Saison | Classement par équipes | Meilleur coureur au classement individuel |
| ------ | ---------------------- | ----------------------------------------- |
| 2011   | 9e                     | Giuseppe Di Salvo (62e)                   |

UCI Asia Tour
| Saison | Classement par équipes | Meilleur coureur au classement individuel |
| ------ | ---------------------- | ----------------------------------------- |
| 2011   | 30e                    | Stefan Schumacher (90e)                   |

UCI Europe Tour
| Saison | Classement par équipes | Meilleur coureur au classement individuel |
| ------ | ---------------------- | ----------------------------------------- |
| 2009   | 22e                    | Przemysław Niemiec (35e)                  |
| 2010   | 20e                    | Przemysław Niemiec (24e)                  |
| 2011   | 14e                    | Davide Rebellin (3e)                      |
| 2012   | 125e                   | Nicola Dal Santo (1141e)                  |

## Miche-Guerciotti en 2012[2]

### Victoires
Aucune victoire UCI.